# Daniel Cramer
Daniel Cramer, pseudonim Daniel Candidus (ur. 20 stycznia 1568 w Reczu, zm. 5 października 1637 w Szczecinie) – niemiecki duchowny i teolog luterański.

## Życiorys
Był synem luterańskiego pastora. Studiował teologię na uniwersytecie w Rostocku. Następnie był wykładowcą logiki na uniwersytecie w Wittenberdze, gdzie w 1598 roku uzyskał także tytuł doktora nauk teologicznych. Zajmował się filozofią Arystotelesa. Opublikował pracę Isagoge In Metaphysicam Aristotelis (1594, 2. wyd. 1601), pierwszy nowożytny komentarz do systemu metafizycznego Stagiryty, oraz Synopsis trium librorum rhetoricorum (1597). Od 1595 roku działał w Szczecinie jako wykładowca Pedagogium, a od 1597 roku był proboszczem kościoła Mariackiego. Od 1613 do 1618 roku pełnił urząd generalnego superintendenta prowincji szczecińskiej. Polemizował z ulegającym wpływom kalwinizmu superintendentem Brandenburgii Christophem Pelargusem.
Napisał wielokrotnie wznawianą Das Grosse Pomrische Kirchen Chronicon (1602), kronikę dziejów Kościoła na Pomorzu w języku niemieckim i po łacinie. Był też autorem komedii łacińskich Areteugenia (1592) oraz Plagium. Comoedia de Alberto et Ernesto astu et fastu surreptis abductis sorte et vi receptis reductis (1593). Zajmował się egzegezą biblijną, komentował Biblię Lutra, wydał pracę Biblische Außlegung (1627). Był także autorem pism polemicznych: Societas Jesu et rosae crucis vera (1617), Emblemata sacra (1622) i Octoginta emblemata moralia nova (1630).
W 1601 roku wszedł w polemikę z Piotrem Skargą, który przed wyprawą wojenną na Inflanty wygłosił w Wilnie kazanie sławiące króla Zygmunta III Wazę. Kazanie Skargi prawdopodobnie za pośrednictwem anonimowego słuchacza zostało spisane i przetłumaczone na język niemiecki, a następnie przesłane Cramerowi, który opatrzył je komentarzem i rozesłał w licznych egzemplarzach do odbiorców w Niemczech, Litwie, Prusach i Polsce. Skarga ogłosił następnie swoją odpowiedź, w której oskarżał Cramera o przeinaczenie jego słów.